# Siegel von Massachusetts
Das Siegel des US-Bundesstaats Massachusetts wurde am 13. Dezember 1780 angenommen.

## Beschreibung
Das Staatssiegel, welches auch die Flagge von Massachusetts ziert, zeigt einen Algonkin-Indianer („Native American, Massachuset“ = Indianer vom Stamm der Massachuset) mit Leggins und Mokassins, der in seiner rechten Hand einen goldenen Bogen und in der linken Hand einen goldenen Pfeil hält, dessen Spitze nach unten zeigt. Heraldisch rechts oberhalb dieses Indianers befindet sich ein silberner fünfzackiger Stern, der für Massachusetts als einen der 13 Gründerstaaten der Vereinigten Staaten steht.
Der Schild wird begrenzt von einem blauen Spruchband mit dem lateinischen Motto des Bundesstaates in goldener Schrift:
„Ense petit placidam sub libertate quietem.“
„Mit dem Schwert sucht er die stille Ruhe unter dem Schutze der Freiheit.“
Über dem Schild ist ein Arm mit Schwert abgebildet, der den ersten Teil des Mottos verdeutlicht, während der abwärts gerichtete Pfeil den Willen zum Frieden veranschaulicht.

Flagge von Massachusetts

Die lateinische Umschrift des Siegels lautet:
„SIGILLUM REIPUBLICÆ MASSACHUSETTENSIS“
„Siegel der Republik Massachusetts“